# ソラリゼーション (物理学)
ソラリゼーション（英: Solarization）とは、ある物質が紫外線やX線などの高エネルギの電磁波にさらされるとその後一時的に色が変化する物理学上の現象。透明なガラスや多くのプラスチックはX線によって褐色・黄色・緑色などに変色し、ガラスは砂漠などでの長期の太陽光照射で青色に変色する。ソラリゼーションの原因は、色中心と呼ばれる特定波長の可視光を吸収する内部欠損ができることだと考えられている。ソラリゼーションはまた、物質の物性・機械的特性を永久的に変化させることもあり、自然環境でのプラスチックの分解に関わる仕組みのひとつである。
ソラリゼーションはガラス中に微量に含まれる特定の種類の多価陽イオンが原因となって起きる、原因となるイオンは三価鉄イオンやアンチモン・ヒ素イオンなどがある。鉄イオンは不純物として原材料やガラス製造設備から混入し、後者二つは酸化アンチモンや酸化ヒ素の形で清澄剤として人為的に少量添加される。ソラリゼーションはガラスの透過率の悪化をもたらす。透過率の低下は波長によって不均一に起きるため、ソラリゼーションに伴ってガラスの分光透過特性の変化が生じ、視覚的にはガラスの変色として現れる。許容可能なソラリゼーションの程度はガラスの使用目的によって異なったものとなる。特別に優れた耐ソラリゼーション性を持つ光学ガラスは例えば光ファイバーの芯材用ガラスとして需要があり、組成や後処理法を工夫した専用のガラスの開発が行われている
。
脚注
1. ↑  JP patent 6935263, "高い耐ソラリゼーション性を有する高透過性ガラス、それらの使用およびそれらの製造方法"